# Жамбильський сільський округ (Катон-Карагайський район)
Жамби́льський сільський округ (каз. Жамбыл ауылдық округі, рос. Жамбыльский сельский округ) — адміністративна одиниця у складі Катон-Карагайського району Східноказахстанської області Казахстану. Адміністративний центр — село Жамбил.
Населення — 704 особи (2021; 1297 у 2009, 2125 у 1999, 1993 у 1989).
Станом на 1989 рік існувала Джамбульська сільська рада (села Берель, Джамбул, Санаторій Рахмановські ключі, Фадіха, Чубарагач, Язевка). Село Караайрик було ліквідовано 2009 року, село Маралди — 2018 року.

## Склад
До складу округу входять такі населені пункти:
| Населений пункт          | Старі назви                  | Населення, осіб (1989) | Населення, осіб (1999) | Населення, осіб (2009) | Населення, осіб (2021) |
| ------------------------ | ---------------------------- | ---------------------- | ---------------------- | ---------------------- | ---------------------- |
| Берель, село             | -                            | 706                    | 863                    | 562                    | 398                    |
| Жамбил, село             | Джамбул                      | 794                    | 847                    | 534                    | 288                    |
| Караайрик, село          | Язевка                       | 145                    | 72                     | 24                     | -                      |
| Маралди, село            | Фадіха                       | 86                     | 117                    | 65                     | -                      |
| Рахмановські ключі, село | Санаторій Рахмановські ключі | 193                    | 115                    | 53                     | 10                     |
| Шубарагаш, село          | Чубарагач                    | 69                     | 111                    | 59                     | 8                      |